# Amore immortale
Amore immortale (永遠の人?, Eien no hito) è un film del 1961 diretto da Keisuke Kinoshita.

## Riconoscimenti
- 1962 - Premio Oscar
  - Nomination Miglior film straniero